# Fatih Birol
Fatih Birol, né le 22 mars 1958 à Ankara, est un économiste turc et un expert en énergie, qui occupe le poste de directeur exécutif de l'Agence internationale de l'énergie (AIE) depuis le 1er septembre 2015. Au cours de son mandat à la tête de l'AIE, il a pris une série de mesures pour moderniser l'organisation internationale basée à Paris, notamment en renforçant les liens avec les économies émergentes comme l'Inde et la Chine et en intensifiant les travaux sur la transition vers l'énergie propre et les efforts internationaux pour parvenir à des émissions nettes nulles.
Il figure sur la liste Time 100 des personnes les plus influentes du monde en 2021, a été nommé par le magazine Forbes parmi les personnes les plus influentes sur la scène énergétique mondiale et a été reconnu par le Financial Times en 2017 comme personnalité de l'année dans le domaine de l'énergie. Birol est le président du Conseil consultatif sur l'énergie du Forum économique mondial (Davos). Il contribue fréquemment à la presse écrite et électronique et prononce chaque année de nombreux discours lors de grands sommets et conférences internationaux.

## Carrière
Fatih Birol est nommé le 13 février 2015 directeur exécutif de l'Agence internationale de l'énergie (AIE) et il a pris ses fonctions le 1er septembre 2015. Précédemment, il était l'économiste en chef et directeur du bureau responsable de l’analyse économique de la politique énergétique de celle-ci depuis 1995. À ce dernier titre, il supervisait la publication du rapport annuel de l'AIE, le World Energy Outlook (WEO).
En 2011, à l'occasion de la publication du WEO, il a déclaré que l'objectif de réduire les émissions de gaz à effet de serre afin de limiter le réchauffement climatique à 2 °C (limite au-delà de laquelle les conséquences risquent d'être dangereuses pour l'Homme selon la plupart des scientifiques) serait bientôt inaccessible.
En janvier 2018, Fatih Birol est réélu pour un second mandat de quatre ans qui démarre en septembre 2019.
Il a été réélu à l'unanimité pour un troisième mandat en tant que directeur exécutif de l'Agence internationale de l'énergie lors de la réunion ministérielle de l'AIE qui se tient les 23 et 24 mars 2022.

## Distinctions
|  | Prix ou décoration                                                    | Pays        | Date             | Lieu      | Note | Ref.              |
|  | --------------------------------------------------------------------- | ----------- | ---------------- | --------- | ---- | ----------------- |
|  | Prix pour service distingué du ministère des Affaires étrangères      | Turquie     | 1er octobre 2005 | Ankara    |      | [ 4 ]             |
|  | Ordre des Palmes Académiques                                          | France      | 1er octobre 2006 | Paris     |      | [ 5 ]             |
|  | Ordre du Mérite (Autriche)                                            | Autriche    | 1er mars 2007    | Vienne    |      | [réf. nécessaire] |
|  | Première classe Ordre du Mérite de la République fédérale d'Allemagne | Allemagne   | 19 novembre 2009 | Berlin    |      | [réf. nécessaire] |
|  | Officier de l'Ordre du Mérite de la République italienne              | Italie      | 14 juin 2012     | Rome      |      | [réf. nécessaire] |
|  | Première classe Ordre royal de l'Étoile polaire                       | Suède       | 11 décembre 2013 | Stockholm |      | [ 6 ]             |
|  | Première classe Ordre du Soleil levant                                | Japon       | 30 janvier 2014  | Paris     |      | [ 7 ]             |
|  | Melchett Medal                                                        | Royaume-Uni | 2017             |           |      | [ 8 ]             |
|  | Chevalier de la Légion d'Honneur                                      | France      | 1er janvier 2022 | Paris     |      | [ 9 ]             |